# Soroca
Soroca (em russo:  Сороки, transl. Soroki, em ucraniano:  Сороки, transl. Soroky, em polonês/polaco:  Soroki, em iídiche:  סאָראָקע Soroke) é uma cidade da Moldávia, situada no rio Dniester, a cerca de 160 km ao norte de Chișinău. É o centro administrativo do Distrito de Soroca.